# Cody Crocker
Cody Crocker, né le 18 octobre 1971 dans l'état de Victoria, est un ancien pilote de rallyes australien.

## Biographie
Cody Crocker a concouru en courses automobiles de rallyes durant 21 années, de 1989 à 2009, dont 12 comme professionnel sur Subaru.
En 1998, il est engagé par le Subaru Rally Team Australia de Possum Bourne, alors comme second pilote de ce dernier jusqu'en 2003 (date du décès de Bourne dans un accident de la circulation), conduisant notamment l'Impreza dans le Groupe N du WRC.
À la fin de la saison 2005, Subaru se retire du championnat australien (ARC), après y avoir glâné dix titres consécutivement, dont 7 individuels avec Bourne à partir de 1996, et 3 avec Crocker jusqu'en 2005.
Dès sa première saison 2006 dans l'APRC, au sein de l'équipe Les Walkden Rallying (son ancienne rivale dans l'ARC), Crocker est le vainqueur du championnat. Il le sera au total quatre fois consécutivement, demeurant invaincu lors de sa décision de quitter la compétition, et ce malgré deux changements d'équipes.

## Palmarès
Quadruple Champion d'Asie-Pacifique (consécutivement), et triple Champion d'Australie des rallyes (aussi consécutivement):
| Saison | Championnat                                       | Classement | Voiture            | Équipe                   |
| ------ | ------------------------------------------------- | ---------- | ------------------ | ------------------------ |
| 1994   | Champion Novice de l'état de Victoria des rallyes | 1er        |                    |                          |
| 1994   | Champion d'Australie Junior des rallyes           | 1er        |                    |                          |
| 1995   | Vice-champion de l'état de Victoria des rallyes   | 2e         |                    |                          |
| 1997   | Championnat d'Australie des rallyes               | 8e         | Subaru Legacy RS   |                          |
| 1997   | Champion d'Australie classe P6 des rallyes        | 1er        | Subaru Legacy RS   |                          |
| 1998   | Championnat d'Australie des rallyes               | 4e         | Subaru Impreza WRX | Possum Bourne Motorsport |
| 1999   | Championnat d'Australie des rallyes               | 3e         | Subaru Impreza WRX | Possum Bourne Motorsport |
| 2000   | Championnat d'Australie des rallyes               | 3e         | Subaru Impreza WRX | Possum Bourne Motorsport |
| 2001   | Championnat d'Australie des rallyes               | 3e         | Subaru Impreza WRX | Possum Bourne Motorsport |
| 2002   | Vice-champion d'Australie des rallyes             | 2e         | Subaru Impreza WRX | Possum Bourne Motorsport |
| 2003   | Champion d'Australie des rallyes                  | 1er        | Subaru Impreza WRX | Possum Bourne Motorsport |
| 2004   | Champion d'Australie des rallyes                  | 1er        | Subaru Impreza WRX | Possum Bourne Motorsport |
| 2005   | Champion d'Australie des rallyes                  | 1er        | Subaru Impreza WRX | Possum Bourne Motorsport |
| 2006   | Champion d'Asie-Pacifique des rallyes             | 1er        | Subaru Impreza WRX | Les Walkden Rallying     |
| 2007   | Champion d'Asie-Pacifique des rallyes             | 1er        | Subaru Impreza WRX | Motor Image Rally Team   |
| 2008   | Champion d'Asie-Pacifique des rallyes             | 1er        | Subaru Impreza WRX | Motor Image Rally Team   |
| 2008   | Coupe d'Asie des rallyes                          | 1er        | Subaru Impreza WRX | Motor Image Rally Team   |
| 2009   | Champion d'Asie-Pacifique des rallyes             | 1er        | Subaru Impreza WRX | Motor Image Racing Team  |
| 2009   | Coupe d'Asie des rallyes                          | 1er        | Subaru Impreza WRX | Motor Image Racing Team  |
| 2012   | Australian Side x Side Rally Challenge            | 1er        | Polaris RZR 900 XP | Polaris Racing Team      |

## 1 victoire en Groupe N du championnat du monde des rallyes WRC
- 2005: Rallye de Nouvelle-Zélande (11e au général);
  - 2003: 2e en Nouvelle-Zélande (12e au général);
  - 2005: 2e au rallye du Japon;
  - 2004: 3e en Nouvelle-Zélande;
  - 2009: termine également 12e au classement général du rallye d'Australie.

## 23 victoires en championnat d'Asie-Pacifique (APRC - record)
- 2003, 2005, 2006, 2007 et 2008: Rallye -Subaru- de Canberra;
- 2006, 2007, 2008 et 2009: Rallye de Chine;
- 2006, 2007, 2008 et 2009: Rallye de Malaisie;
- 2006: Rallye d'Indonésie (2e au général);
- 2006: Rallye de Rotorua (2e au général);
- 2006: Rallye d'Hokkaido (2e au général);
- 2007 et 2008: Rallye de Whangarei (2e puis 3e au général);
- 2007 et 2009: Rallye d'Hokkaido;
- 2008: Rallye de Balikpapan (Indonésie);
- 2009: Rallye d'Indonésie;
- 2009: Rallye de Bornéo.

## 9 victoires en championnat d'Australie
- 1999, 2004, 2005: Rallye de Melbourne;
- 2003 et 2005: Rallye du Queensland;
- 2003 et 2005: Rallye de la Forêt (Western Australia);
- 2005: Rallye Safari de Tasmanie;
- 2005: Rallye de Bathurst (New South Wales).